# اتحادیه دمودور
اتحادیه دمودور (به لاتین: Damodor Union) یک منطقهٔ مسکونی در بنگلادش است که در Phultala Upazila واقع شده‌است.